# Ambra Vallo
Ambra Vallo (* in Neapel) ist eine italienische klassische Balletttänzerin. Sie ist derzeit eine Principal Dancer mit dem Royal Ballet.

## Wirken
Vallo wurde an der Royal Ballet School of Flanders geschult. Ihr Debüt war im Teatro dell’Opera di Roma. Mit siebzehn war sie als Gast von Wladimir Wassiljew eingeladen.
Sie war Solist der „Königlichen Oper der Wallonie“ und nach der „Royal Ballet of Flanders“ war sie ab 1993 Senior Solist des English National Ballet. Im Jahr 1995 erhielt sie an der Royal Festival Hall als Juliet persönliche Glückwünsche von Lady Diana.
Seit 2001 ist sie die berühmteste „Principal“ des Birmingham Royal Ballet.

## Auszeichnungen
Sie sammelte weltweit Kritikerlob durch die Teilnahme an mehreren internationalen Wettbewerben. Sie gewann den ersten Preis beim „Internationalen Grand Prix Luxemburg“ und die Silbermedaille bei Houlgate, Frankreich. Bei Debrett's people of today ist sie unter den tausend berühmtesten Persönlichkeiten des Vereinigten Königreichs enthalten.
In Italien gewann sie Preise bei „Danza e danza“ (Beste Tänzerin, 2004), Positano (Kritikerpreis 1991 und 2002) sowie Rieti (Gold-Medaille). 2009 gewann sie zusammen mit Fabio Cannavaro und Gianluigi Aponte beim Teatro San Carlo von Neapel den Preis „Exzellenz in der neapolitanischen Welt“ durch den Präsidenten Silvio Berlusconi.

## Rollen und Repertoire
Rollen waren unter anderen: Bintley Titania (The Shakespeare Suite), „Verkündigung“ (The Protecting Veil), Wild Girl (Beauty and the Beast), Kim Brandstrup's Pimpinella (Pulcinella), Lila Yorker Sanctum, Stanton Welch Pulver und Luciano Cannito'sTe voglio bene assaje.
Ihre wichtigsten Repertoires: Giselle (Titelpartie), Romeo und Julia (Julia), Dornröschen (Aurora), Schwanensee (Odette / Odile), Der Nussknacker (Sugar Plum Fairy), Coppélia (Swanilda) Don Quixote (Kitri), La fille mal gardée (Lise), Cinderella (Titelpartie), Bournonvilles (Titelpartie), Le Corsaire, Diana und Aktäon Pas de deux Paquita, Bajadere, Études (Hauptrolle), Graduation Ball, Elite Syncopations (Calliope Rag), Solitaire (Polka Girl), Die zwei Tauben (Young Girl), Voices of Spring, Der Gang zum Paradise Garden, Enigma Variations (Dorabella), Apollo (Polyhymnia), Symphonische Variationen, Serenade, Symphonie in drei Sätzen, Die vier Temperamente (Sanguine Variation), Concerto Barocco, Square Dance, Tschaikowsky Pas de deux, Tarantella, Western Symphony, Bintley's Far Die Herrin von Thornhill (Bathseba), Edward II(Isabella), Arthur (Guinevere), Schöne und das Biest (Belle), Hobson's Choice (Vickey Hobson, Heilsarmee), Carmina burana (Lover Girl), Choros, Dance House, Die Jahreszeiten ('Spring'), Twyla Tharp's In the Upper Room und van Manen's Fünf Tangos.